# Gran Premio motociclistico di Francia 1967
Il Gran Premio motociclistico di Francia fu il terzo appuntamento del motomondiale 1967.
Si svolse il 21 maggio 1967 sul circuito di Clermont-Ferrand. Quattro le classi in programma: 50, 125, 250 e sidecar.
125 e 250 videro la vittoria di Bill Ivy, in entrambi i casi davanti al compagno di squadra Phil Read. Solo terzo Mike Hailwood in 250, nonostante avesse fatto segnare il giro più veloce.
Dominio Suzuki nella 50, con tre moto ai primi tre posti.
Nei sidecar, Helmut Fath ottenne pole position e giro più veloce con il suo mezzo spinto dal 4 cilindri URS da lui stesso costruito prima di ritirarsi; la vittoria andò a Klaus Enders.

## Classe 250

### Arrivati al traguardo
| Pos | Pilota        | Moto    | Tempo        | Punti |
| --- | ------------- | ------- | ------------ | ----- |
| 1   | Bill Ivy      | Yamaha  | 1h 09' 14" 4 | 8     |
| 2   | Phil Read     | Yamaha  | +8" 3        | 6     |
| 3   | Mike Hailwood | Honda   | +33" 3       | 4     |
| 4   | Ralph Bryans  | Honda   | +33" 9       | 3     |
| 5   | Derek Woodman | MZ      | +2' 43" 3    | 2     |
| 6   | Heinz Rosner  | MZ      | +3' 22"      | 1     |
| 7   | Jacques Roca  | Bultaco | +1 giro      |       |

## Classe 125

### Arrivati al traguardo
| Pos | Pilota              | Moto     | Tempo     | Punti |
| --- | ------------------- | -------- | --------- | ----- |
| 1   | Bill Ivy            | Yamaha   | 58' 19" 1 | 8     |
| 2   | Phil Read           | Yamaha   | +9" 5     | 6     |
| 3   | Yoshimi Katayama    | Suzuki   | +11" 3    | 4     |
| 4   | Stuart Graham       | Suzuki   | +1' 27" 9 | 3     |
| 5   | Dave Simmonds       | Kawasaki | +4' 18" 6 | 2     |
| 6   | Jean-Louis Vergnais | Bultaco  | +2 giri   | 1     |
| 7   | Philippe Ruyssen    | Bultaco  | +2 giri   |       |

## Classe 50

### Arrivati al traguardo
| Pos | Pilota               | Moto   | Tempo     | Punti |
| --- | -------------------- | ------ | --------- | ----- |
| 1   | Yoshimi Katayama     | Suzuki | 34' 15" 2 | 8     |
| 2   | Hans-Georg Anscheidt | Suzuki | +1" 5     | 6     |
| 3   | Stuart Graham        | Suzuki | +31"      | 4     |
| 4   | Barry Smith          | Derbi  | +3' 51" 4 | 3     |
| 5   | Ángel Nieto          | Derbi  | +4' 40" 1 | 2     |
| 6   | Daniel Crivello      | Derbi  | +1 giro   | 1     |

## Classe sidecar

### Arrivati al traguardo
| Pos | Pilota                | Passeggero      | Moto | Tempo     | Punti |
| --- | --------------------- | --------------- | ---- | --------- | ----- |
| 1   | Klaus Enders          | Ralf Engelhardt | BMW  | 59' 08" 8 | 8     |
| 2   | Siegfried Schauzu     | Horst Schneider | BMW  |           | 6     |
| 3   | Tony Wakefield        | Graham Milton   | BMW  |           | 4     |
| 4   | Georg Auerbacher      | Eduard Dein     | BMW  |           | 3     |
| 5   | Heinz Luthringshauser | Hermann Hahn    | BMW  |           | 2     |
| 6   | Arsenius Butscher     | Armgard Neumann | BMW  |           | 1     |

## Fonti e bibliografia
- El Mundo Deportivo, 22 maggio 1967, pag. 12.
- "Motor" n° 22 del 2 giugno 1967, pag. 564 e segg., su motorracehistorie.nl. URL consultato il 29 settembre 2011 (archiviato dall'url originale il 4 marzo 2016).